# Pece
Pece es una localidad de Croacia situada en el municipio de Budinščina, en el condado de Krapina-Zagorje. Según el censo de 2021, tiene una población de 244 habitantes.